# Algodones
Vicente Guerrero, comúnmente denominada Algodones, es una localidad o poblado y además cabecera delegacional de la demarcación del mismo nombre, perteneciente al municipio de Mexicali, Baja California; México, llamado también Molar City, limita con la ciudad estadounidense de Andrade en el estado de California. Es el poblado más septentrional de México y América Latina.

## Localización geográfica
Se encuentra localizado geográficamente en los 32º42'58" N y los 114º43'55" W; con una altitud de 33 m s. n. m. Se encuentra en el extremo noreste del estado de Baja California, hace frontera con Andrade, California, muy cercana a la ciudad de Yuma, Arizona y es la comunidad más septentrional de todo México.
En 1995 se llevó a cabo un Simposium para determinar la fecha de fundación del poblado, después de 3 días de intensos trabajos de investigación se concluyó, en documento aportado por la Cronista de la ciudad, licenciada María Isabel Verdugo, como fundación virtual de Los Algodones: el 27 de julio de 1894.

## Demografía

### Demografía histórica
En 1970 se registró una población de 531 habitantes; para el censo de 1980 se contabilizaron 2307 habitantes; el censo de 1990 registra 3489 habitantes, manteniéndose así una alta tasa de incremento demográfico.
El conteo de 1995 muestra una población de 3982 habitantes. Su población es de 4.157 habitantes, según el censo de 2000 y en el conteo de 2005 descendió a 4.021 habitantes, para alcanzar una población de 5.474 habitantes en el censo de población de 2010 en 2020 se alcanzó una población de 6795, bastantes personas se vieron inconformes con el resultado de población, ya que se dice que en los algodones hay población fantasma que hogareña por ciertas estaciones del año.

## Clima
| Parámetros climáticos promedio de Vicente Guerrero, Baja California (1951-2010) | Parámetros climáticos promedio de Vicente Guerrero, Baja California (1951-2010) | Parámetros climáticos promedio de Vicente Guerrero, Baja California (1951-2010) | Parámetros climáticos promedio de Vicente Guerrero, Baja California (1951-2010) | Parámetros climáticos promedio de Vicente Guerrero, Baja California (1951-2010) | Parámetros climáticos promedio de Vicente Guerrero, Baja California (1951-2010) | Parámetros climáticos promedio de Vicente Guerrero, Baja California (1951-2010) | Parámetros climáticos promedio de Vicente Guerrero, Baja California (1951-2010) | Parámetros climáticos promedio de Vicente Guerrero, Baja California (1951-2010) | Parámetros climáticos promedio de Vicente Guerrero, Baja California (1951-2010) | Parámetros climáticos promedio de Vicente Guerrero, Baja California (1951-2010) | Parámetros climáticos promedio de Vicente Guerrero, Baja California (1951-2010) | Parámetros climáticos promedio de Vicente Guerrero, Baja California (1951-2010) | Parámetros climáticos promedio de Vicente Guerrero, Baja California (1951-2010) |
| Mes                                                                             | Ene.                                                                            | Feb.                                                                            | Mar.                                                                            | Abr.                                                                            | May.                                                                            | Jun.                                                                            | Jul.                                                                            | Ago.                                                                            | Sep.                                                                            | Oct.                                                                            | Nov.                                                                            | Dic.                                                                            | Anual                                                                           |
| ------------------------------------------------------------------------------- | ------------------------------------------------------------------------------- | ------------------------------------------------------------------------------- | ------------------------------------------------------------------------------- | ------------------------------------------------------------------------------- | ------------------------------------------------------------------------------- | ------------------------------------------------------------------------------- | ------------------------------------------------------------------------------- | ------------------------------------------------------------------------------- | ------------------------------------------------------------------------------- | ------------------------------------------------------------------------------- | ------------------------------------------------------------------------------- | ------------------------------------------------------------------------------- | ------------------------------------------------------------------------------- |
| Temp. máx. abs. (°C)                                                            | 31.0                                                                            | 34.0                                                                            | 45.0                                                                            | 48.0                                                                            | 47.0                                                                            | 49.0                                                                            | 50.0                                                                            | 48.0                                                                            | 48.0                                                                            | 45.0                                                                            | 37.0                                                                            | 32.0                                                                            | 50.0                                                                            |
| Temp. máx. media (°C)                                                           | 20.3                                                                            | 22.9                                                                            | 26.2                                                                            | 29.7                                                                            | 34.8                                                                            | 39.0                                                                            | 41.4                                                                            | 41.0                                                                            | 38.1                                                                            | 32.5                                                                            | 25.4                                                                            | 20.3                                                                            | 31.0                                                                            |
| Temp. media (°C)                                                                | 13.1                                                                            | 15.0                                                                            | 17.8                                                                            | 20.9                                                                            | 25.6                                                                            | 29.7                                                                            | 33.1                                                                            | 32.9                                                                            | 29.8                                                                            | 23.8                                                                            | 17.4                                                                            | 13.0                                                                            | 22.7                                                                            |
| Temp. mín. media (°C)                                                           | 5.8                                                                             | 7.1                                                                             | 9.4                                                                             | 12.2                                                                            | 16.4                                                                            | 20.3                                                                            | 24.8                                                                            | 24.9                                                                            | 21.5                                                                            | 15.1                                                                            | 9.4                                                                             | 5.8                                                                             | 14.4                                                                            |
| Temp. mín. abs. (°C)                                                            | −4.0                                                                            | -1.0                                                                            | 0.1                                                                             | 2.0                                                                             | 7.0                                                                             | 11.0                                                                            | 13.0                                                                            | 17.0                                                                            | 2.0                                                                             | 1.0                                                                             | 0.0                                                                             | -5.0                                                                            | -5.0                                                                            |
| Precipitación total (mm)                                                        | 8.7                                                                             | 6.0                                                                             | 4.7                                                                             | 2.0                                                                             | 0.5                                                                             | 0.3                                                                             | 3.3                                                                             | 8.9                                                                             | 5.5                                                                             | 5.7                                                                             | 4.9                                                                             | 12.3                                                                            | 62.8                                                                            |
| Días de precipitaciones (≥ 0.1 mm)                                              | 2.0                                                                             | 1.5                                                                             | 1.2                                                                             | 0.4                                                                             | 0.2                                                                             | 0.1                                                                             | 0.7                                                                             | 1.1                                                                             | 0.8                                                                             | 0.9                                                                             | 0.9                                                                             | 2.5                                                                             | 12.3                                                                            |
| Fuente: Servicio Meteorológico Nacional                                         |                                                                                 |                                                                                 |                                                                                 |                                                                                 |                                                                                 |                                                                                 |                                                                                 |                                                                                 |                                                                                 |                                                                                 |                                                                                 |                                                                                 |                                                                                 |

## Hechos recientes
A principios del siglo XX tuvo auge como entrada de Estados Unidos hacia México por tener varias ciudades aledañas generando así una garita que todavía está en uso.

## Turismo dental
Es conocida popularmente como «La ciudad molar», debido a que cuenta con más de 300 consultorios dentales. La comunidad de Vicente Guerrero (Los Algodones) es la capital mundial dental, debido a que entre sus 5000 habitantes hay unos 500 dentistas y más de 300 clínicas dentales. Este poblado es visitado diariamente por turistas canadienses y estadounidenses que buscan un mejor precio en servicios dentales, ópticos y farmacológicos. Por ejemplo, por 280 dólares pueden acceder a un tratamiento de endodoncia que en Estados Unidos puede llegar a costar más de 1000 dólares.
Los principales turistas son los «pájaros de la nieve», expresión que se refiere a los pacientes del norte de Estados Unidos y Canadá, que viajan hacia el sur huyendo del frío y para atender sus problemas dentales, ópticos o simplemente para comprar artesanía local. 
En 2020, la ciudad se ha visto muy afectada por la pandemia de COVID-19, teniendo hasta un 70% menos de afluencia por parte de ciudadanos extranjeros debido a las restricciones que se han tenido por parte de los tres gobiernos norteamericanos.